# Miconia rivetii
Miconia rivetii är en tvåhjärtbladig växtart som beskrevs av Paul Auguste Danguy och Henri Chermezon. Miconia rivetii ingår i släktet Miconia och familjen Melastomataceae. IUCN kategoriserar arten globalt som livskraftig.
Artens utbredningsområde är Ecuador. Inga underarter finns listade i Catalogue of Life.